# 小西邦夫
小西 邦夫（こにし くにお、1966年8月7日 - ）は、日本の元俳優。

## 来歴・人物
- 80年代から90年代半ばにかけて、主に脇役として活躍した。
- 1989年に放映されたメタルヒーローシリーズ『機動刑事ジバン』の村松清志郎刑事の役で知られる。

## 出演作品

### テレビドラマ
出典:
- 中学生日記　暴力のメッセージ（NHK名古屋, 1981年3月1日）
- 妖しいメロディの美女（ANB, 1986年7月5日）
- な・ま・い・き盛り 第5話（CX, 1986年10月16日）
- 黒い仮面の美女（ANB, 1987年1月10日）
- 赤い乗馬服の美女（ANB, 1987年8月15日）
- オヨビでない奴! 第4話（TBS, 1987年11月11日）- 高校生 役
- キツイ奴ら 第3話（TBS, 1989年1月18日）
- 機動刑事ジバン（ANB, 1989年1月29日 - 1990年1月28日）- 村松 清志郎 役
- もう誰も愛さない 第12話（CX, 1991年6月27日）
- 101回目のプロポーズ 第10話（CX, 1991年9月2日）
- 裏刑事　URADEKA 第9話（ABC, 1992年6月9日）
- 毎度ゴメンなさぁい 第11話（TBS, 1994年9月13日）
- 半熟卵（CX, 1994年10月21日 - 12月23日）
- 揺れる想い 第5話（TBS, 1995年2月10日）
- 星の金貨 第1シリーズ 第4話（NTV, 1995年5月3日）